# Ndioum
Ndioum – miasto w Senegalu, w regionie Saint Louis. Według danych szacunkowych na rok 2007 liczy 13 765 mieszkańców.